# Kepler-296 e
Kepler-296 e (aussi appelée KOI-1422.05) est une planète extrasolaire (ou exoplanète) confirmée, de taille similaire à celle de la Terre, en orbite autour de l'étoile Kepler-296.
Détectée par le télescope spatial Kepler en 2014 par la méthode des transits, elle a été confirmée en 2015.

## Caractéristiques
Kepler-296e est une super-Terre avec un rayon de 1,75 fois celui de la Terre. Elle orbite autour de Kepler-296 en 34,1 jours.

## Habitabilité
La planète se situerait dans la zone habitable de son étoile. En 2017, par son indice de similarité avec la Terre de 0,85, c'est la cinquième planète la plus ressemblante à la Terre après Kepler-438b, TRAPPIST-1 d, GJ 3323 b et GJ 273 b.